# Samson (dessinateur)
Pour les articles homonymes, voir Samson (homonymie).
Pierre Samson, né le 26 février 1952, est un dessinateur de presse et d'humour. illustrateur et chroniqueur français. Il est le fondateur, en 1995, du journal satirique toulousain le Satiricon.

## Biographie
Natif du Gers, Pierre Samson fait ses études de Droit à Toulouse où il décroche une maîtrise de droit privé en 1975. Il donne brièvement des cours dans une école d'éducateurs de jeunes enfants, démissionne et se consacre dès lors au dessin d'humour. Il présente alors ses premières productions à Hara-Kiri, Mormoil, La Dépêche ou Sud Ouest qui le publient, '.
En 1978, parait son premier recueil l'Autodidacte.
Sous le pseudonyme de Samson, avec son complice le dessinateur Jiho, il devient alors omniprésent dans la presse locale : couverture des procès d'assise pour  France 3, collaborations aux titres de Milan-Presse parmi lesquels  Toboggan, Wapiti, Les clés de l'actualité, tandis que ses dessins commencent à être publiés dans les grands médias nationaux tels que Le Monde, Libération, V.S.D. ou Vocable ainsi que dans le mensuel Fluide glacial .
En 1981 il devient le dessinateur attitré du mensuel Entraid, la revue du mouvement CUMA. La même année, il participe sous la houlette de François Féron à la création de Pays et Paysan qui devient en 1987 Campagnes solidaires, la revue de la Confédération paysanne. Il est embauché comme journaliste dessinateur de presse. De cette collaboration sans interruption sortiront plusieurs affiches et images largement reprises et diffusées ( le maïs OGM,le monde n'est pas une marchandise...), ainsi que le logo des faucheurs volontaires.
Parallèlement, il publie en 1983 un recueil de dessins d'humour noir sans paroles aux éditions du Cygne (Sigmund...) et en 1987 aux éditions Loubatières,un livre de pastiches de marques d'alcools et de tabacs qui lui vaudra, de la part de la SEITA, des menaces de poursuites judiciaires.
Le dessinateur Michel Cambon le fait entrer à La Lettre de Cadre Territorial; Il collabore également parla suite à Association Mode d'Emploi, une autre revue du groupe Territorial ', puis au journal interne de la ville de Lyon.
En 1991 Le  service du Patrimoine de la ville se Saintes ( Charentes) lui confie la réalisation de 17 panneaux illustrant les grands étapes de l'histoire de l'Abbaye aux dames de Saintes. Puis la restitution des monuments patrimoniaux de la ville. Par la suite il œuvre durant une dizaine d'années pour la signalétique de la Charente, de la région de cognac et au sein du ministère du Patrimoine.
En 1991, il participe à la fondation de La Grosse Bertha, un hebdomadaire satirique français puis il fonde en 1995 avec une équipe de bénévoles, le trimestriel satirique le Satiricon, Lou Journal des mémés qui aiment la castagne, qui se veut « l'équivalent local du Canard Enchaîné ».
Le 6 avril 2011 avec les dessinateurs de presse Besse, Berth, Chimulus, Cambon, Deligne, Faujour, Jiho, Lacombe, Lasserpe, Lecroart, Mutio, Mric, Pakman, Pessin et Soulcié, sous la baguette de Francois Forcadell (La Grosse Bertha) et James Tanay (Iconovox), il crée le premier webdomadaire satirique français intitulé Urtikan.net.
En 2016, l'écrivaine Virginia Ennor lui consacre une anthologie intitulée Samson, dessinateur pour femmes mûres, publiée dans la collection les Iconovores chez Critères éditions avec une préface du romancier Claude Bourgeyx.
En 2017-2018 le musée et jardins  du canal du midi (aujourd'hui Réservoir), en bord de  la retenue  du lac de St Ferréol, expose ses 34 photocollages numériques accompagnés de textes explicatifs factuels portant sur une Histoire alternative du canal du midi. Étayée par un fond d'objets prêtés par Voie Navigables de France et sous l'autorité d'un dispositif aux artefacts faussement érudits ( film-reportage de fouilles, maquette de fossile, publication scientifique, interview de spécialiste)   cette mystification chronologique  démarre à l'ère messinienne et s'achève en 2050.

## Publications
- Autodidacte (L'), Éditions éphémères, 1978.
- Sigmund voulait bien se donner la main les petits garçons se toucheraient moins, Éditions du Cygne, 1983.
- Bar-tabac, Éditions Loubatières, 1987
- Sous les inondations la sécheresse, Editions Media Pays, 1989.
- IX siècles d'histoire, Editions abbaye aux dames de Saintes, 2001.
- Jazz, Avec Roger Blachon et Michel Bridenne, La boutique éditions, 2005.
- Castagnades en délire !, Kallima éditeur, 2012.
- Samson . Catalogue galerie An Girard, 2014
- Samson, dessinateur pour femmes mures, texte de Virginia Ennor, Critères Editions, 2016.
- La folle histoire du canal du midi ou l'imposture Riquet,textes et photomontages, Editions du Cabardes, 2017.
- Tout baigne, drôle de climat et autres bonnes nouvelles, préface José Bové. Editions Zélium, 2021.
- La musique et la mer, avec Jean-Yves Hamel(JY)- Loïc Faujour- Michel Bridenne, Editions Les professionnels de la profession, 2022.
- Au bonheur des veuves - Nécrologies 1. Préface de Daniel Maja.  Éditeur:  Chez Yvette ( Suisse) 2023-2024